# Universidad de Dalhousie
La Universidad Dalhousie es una universidad situada en Halifax, Nueva Escocia, Canadá.
Tradicionalmente Dalhousie ha sido una de las principales universidades de Canadá. Ofrece un amplio abanico de programas, incluyendo los de medicina y derecho. Dalhousie está también clasificada como una de las principales universidades de investigación de Canadá.

## Historia

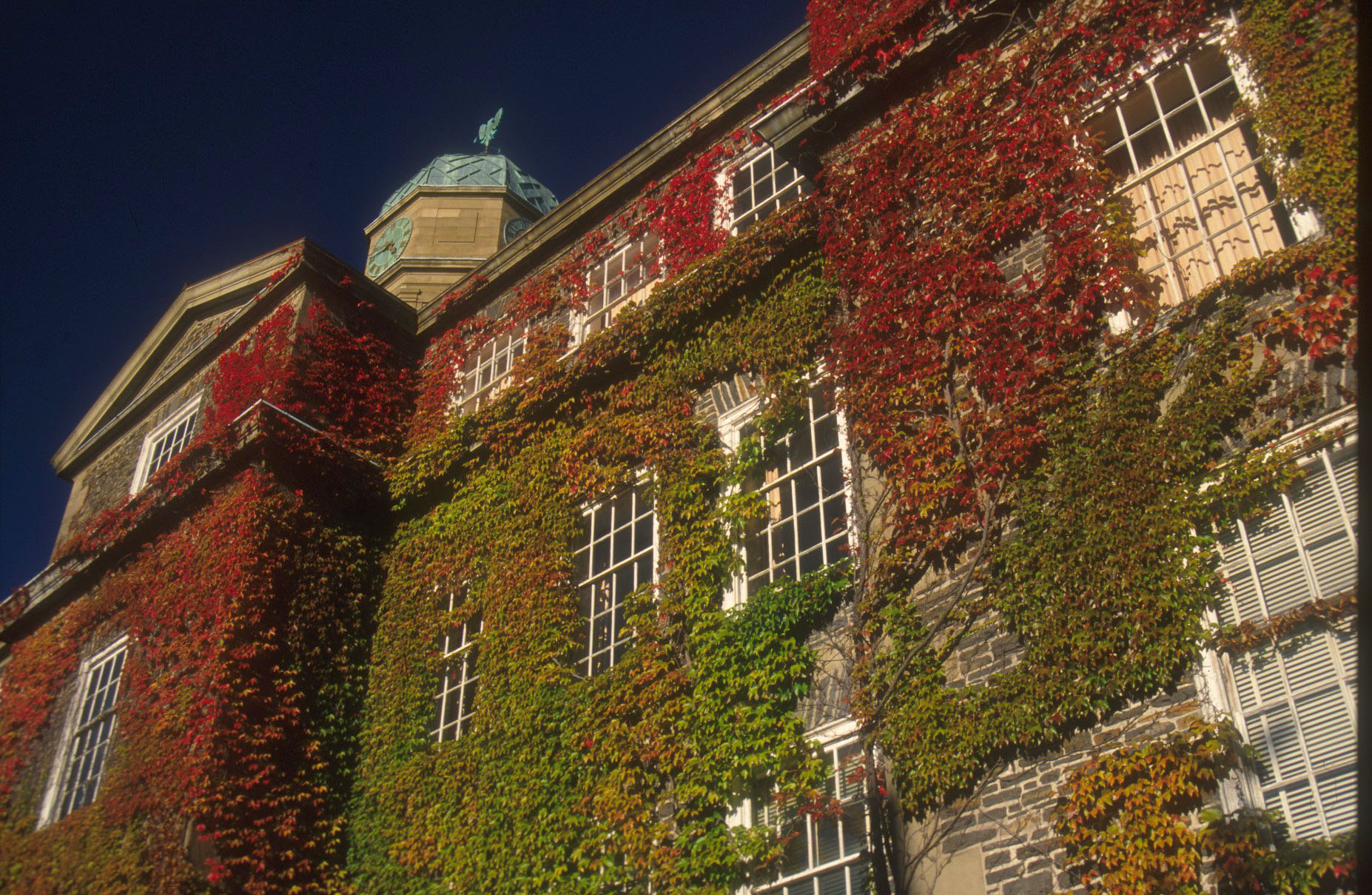
Edificio de Administración Académica Henry de Dalhousie, septiembre de 2002.

El Dalhousie College se fundó en 1818 por George Ramsay, Noveno Conde de Dalhousie, Teniente del Gobernador de Nueva Escocia. Utilizando el dinero conseguido con los impuestos recaudados durante la ocupación de partes del Maine durante la Guerra de 1812, Ramsay fundó Dalhousie como un colegio abierto a todos con independencia de su clase social o creencias. En la lápida conmemorativa el 22 de mayo de 1820, Lord Dalhousie expresó que esta Universidad fue "fundada en los principios de la tolerancia religiosa". Dalhousie permaneció como una de las únicas tres universidades fundadas bajo premisas constitucionales seculares hasta una fecha tan reciente como la de los años 1950. A pesar de que técnicamente se fundó en 1818, Dalhousie no tuvo una población estudiantil hasta alrededor de 1860.
Dalhousie se destacó como una institución urbana. Esta situación se comprobaba no únicamente, al menos en los primeros tiempos, en la utilización del sótano del colegio como espacio utilizado por la Oland Brewery, si no también en la composición de su alumnado formado en un tercio del total de estudiantes del área urbana de Halifax-Dartmouth, y en su capacidad para convocar poblaciones profesionales urbanas para el establecimiento de facultades profesionales, tales como la de medicina (1868) y derecho (en los años 1880). La situación financiera estuvo en dificultades durante la década de 1880, pero la final de la misma las donaciones acumuladas del multimillonario alumno George Munro facilitó el estímulo que condujo al crecimiento del número de estudiantes y la emergencia de Dalhousie como un centro de escolaridad reconocido en todo el dominio.

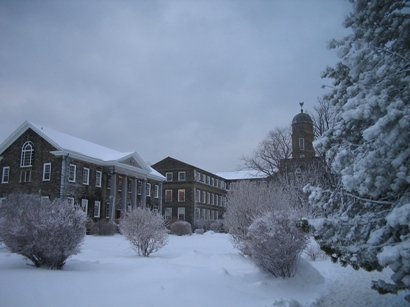
Universidad Dalhousie, enero de 2005.

En 1920 el University of King's College en Windsor, Nueva Escocia, la más vieja institución del Canadá Inglés que concedía graduaciones, sufrió un incendio. Mediante las concesiones de la Fundación Carnegie, el King's College pudo ubicarse en Halifax e inició su colaboración con la Universidad Dalhousie. Aunque a menudo es vista como una institución separada pero integrada, comparte la Facultad de Artes y Ciencias Dalhousie, aunque ofrece varios programas de grado interdisciplinarios de humanidades, tales como Estudios Contemporáneos, Historia de la Ciencia y Tecnología y Estudios sobre el Inicio de la Modernidad.
Dalhousie expandió su presencia al extremo sur de Halifax durante los años 1960 y 1970 cuando construyó las instalaciones de atletismo Dalplex, la Biblioteca Killam , el Centro de Ciencias de la Vida, y una planta de calefacción del distrito, todo ello con relación al Campus Studley (el campus principal). Al mismo tiempo, Dalhousie construyó el Edificio Tupper para su Facultad de Medicina y amplió edificios existentes para albergar la Facultad de Odontología y el Colegio de Farmacia, ambos en el adyacente Campus Carleton, situado pegado al este del Studley Campus, y compartiendo ubicación con dos de los hospitales universitarios de Halifax (el Centro de Ciencias de la Salud Reina Isabel II en el emplazamiento general Victoria, y el centro de salud IWK, para mujeres, niños y jóvenes).
Como consecuencia de un período de consolidación dirigida por el gobierno de las instituciones de enseñanza superiores, la Universidad Técnica de Nueva Escocia se fusionó con la Universidad Dalhousie en 1997. Inicialmente se la denominó Universidad Politécnica Dalhousie, o DalTech, pero en el año 2000 el alias Daltech fue retirado y las facultades de ingeniería, arquitectura y ciencias de la computación de la Universidad Técnica de Nueva Escocia, se integraron totalmente en la Universidad Dalhousie. Las facultades de ingeniería y arquitectura están ubicadas en lo que es conocido como el Campus Sexton, bastante al este del Campus Carleton y más cercano al centro urbano de Halifax. La facultad de ciencias de la computación se trasladó a su propio edificio en el Campus Studley en 1999.

### Actualidad
En 2004, se matricularon en Dalhousie 10.878 estudiantes a tiempo completo, no graduados y 2.734 graduados. A pesar de las incrementadas tasas económicas de enseñanza, Dalhousie se está enfrentando con graves problemas financieros, tales como su capacidad para pagar los más de $100 millones (Canadienses) en mantenimiento diferido que está provocando una rápida subida de las tasas académicas. En 2002 se produjo una huelga durante un mes de los profesores, pidiendo, entre otras cosas, que la jubilación de profesores supusiera la sustitución por un número equivalente de nuevos profesores con la esperanza de mantener completo el número de profesores en la Universidad; el número de profesores a tiempo completo ha estado declinando durante años. Las peticiones de los profesores en este tema fueron atendidas. 
La universidad está atravesando una fase de construcciones. En octubre de 1999 se inauguró un nuevo edificio para la Facultad de Ciencias de la Computación, seguida muy de cerca por el Edificio de Artes y Ciencias Sociales Marion McCain. La residencia Howe Hall se amplió con la adición de la Fountain House y también se construyó una nueva residencia, llamada Risley Hall. El Edificio de Administración Kenneth C. Rowe se inauguró en septiembre de 2005.
Desde 2022, hay más de 20.000 estudiantes matriculados.

## Facultades
Dalhousie comprende once facultades:
- Arquitectura y Urbanismo
- Artes y Ciencias Sociales
- Ciencias de la Computación
- Odontología
- Ingeniería
- Estudios Graduados
- Profesiones Sanitarias
- Derecho
- Administración
- Medicina
- Ciencias